# Кирей (Кировский район)
Кире́й (укр. Кірей, крымскотат. Kirey, Кирей) — исчезнувшее село в Кировском районе Республики Крым, располагавшееся на севере района, в степной части Крыма, примерно в 3 км к востоку от современного села Шубино.

## История
Идентифицировать Кирей среди, зачастую сильно искажённых, названий деревень Старо-Крымского кадылык Кефинского каймаканства в Камеральном Описании Крыма 1784 года пока не удалось. После присоединения Крыма к России (8) 19 апреля 1783 года, (8) 19 февраля 1784 года, именным указом Екатерины II сенату, на территории бывшего Крымского Ханства была образована Таврическая область и деревня была приписана к Левкопольскому, а после ликвидации в 1787 году Левкопольского — к Феодосийскому уезду Таврической области. После Павловских реформ, с 1796 по 1802 год, входила в Акмечетский уезд Новороссийской губернии. По новому административному делению, после создания 8 (20) октября 1802 года Таврической губернии, Кирей был включён в состав Парпачской волости Феодосийского уезда.
По Ведомости о числе селений, названиях оных, в них дворов… состоящих в Феодосийском уезде от 14 октября 1805 года, в деревне Кирей числилось 16 дворов и 102 жителя. На военно-топографической карте генерал-майора Мухина 1817 года деревня Кере также обозначена с 16 дворами. После реформы волостного деления 1829 года Кирей, согласно «Ведомости о казённых волостях Таврической губернии 1829 года», отнесли к Агерманской волости (переименованной из Парпачской). На карте 1836 года в деревне 14 дворов. Затем, видимо, вследствие эмиграции крымских татар в Турцию, деревня заметно опустела и на карте 1842 года Кирей обозначен условным знаком «малая деревня», то есть, менее 5 дворов.
В 1860-х годах, после земской реформы Александра II, деревню приписали к Арма-Элинской волости. Согласно «Списку населённых мест Таврической губернии по сведениям 1864 года», составленному по результатам VIII ревизии 1864 года, Кирей — владельческая татарская деревня с 3 дворами, 14 жителями и мечетью близ Сиваша. По обследованиям профессора А. Н. Козловского начала 1860-х годов, в селении «все без исключения колодцы с весьма солёною водою, годною лишь для животных. Людьми же в пищу не употребляется». На трёхверстовой карте Шуберта 1865—1876 года на месте деревни обозначен базымянный хутор и в дальнейшем в доступных источниках не встречается.